# Rakouské gymnázium v Praze
Rakouské gymnázium v Praze o.p.s. je soukromé šestileté gymnázium založené v rámci kulturní smlouvy mezi Rakouskem a Českou republikou v roce 1991. V roce 1993 bylo zařazeno do sítě českých škol. Vyučování probíhá především v německém jazyce. Roční školné odpovídá jedné průměrné měsíční mzdě.
Sídlilo na adrese U Uranie 1576/14 v Holešovicích, později se přemístilo na adresu Na Cikorce 2166/2b v Modřanech.

## Výuka
Gymnázium se zaměřuje především na výuku cizích jazyků. Maturitní zkouška má prokázat plynnou němčinu (úroveň C1), angličtinu (úroveň B2) a také ovládání jednoho jazyka z dvojice španělština/francouzština, který si studenti volí na začátku třetího ročníku. Možná je také volba semináře latiny na začátku pátého ročníku. Dostatek prostoru je věnován i češtině. Studenti maturují v souladu s rakouskými i českými předpisy a obdrží tak dvě maturitní vysvědčení, jedno české a jedno rakouské.